# Guerra das Vésperas Sicilianas

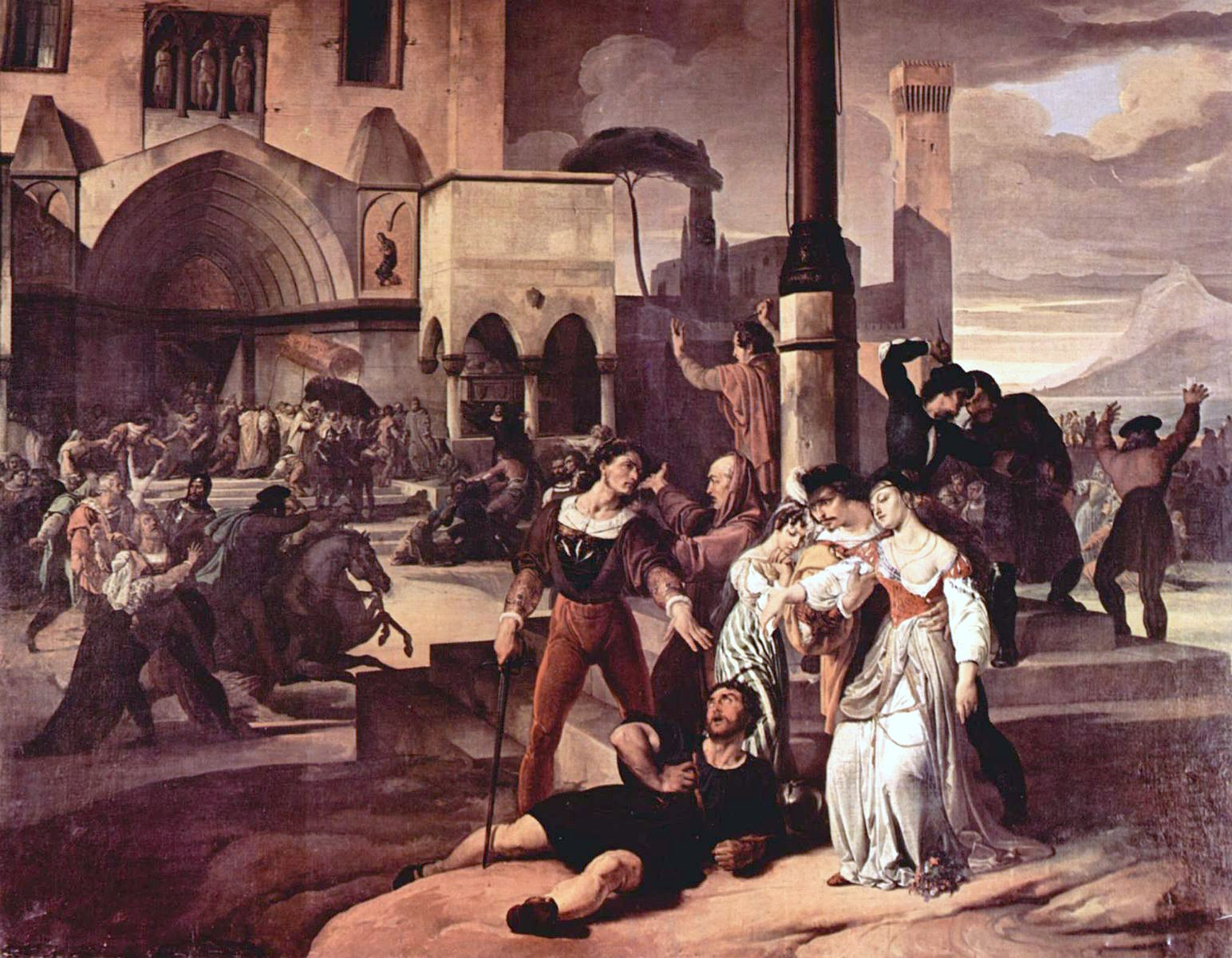
Guerra das Vésperas Sicilianas

A Guerra das Vésperas da Sicília, foi um conflito travado por vários reinos europeus medievais pelo controle da Sicília de 1282 a 1302. A guerra, que começou com a revolta das Vésperas da Sicília, foi travada reivindicações dinásticas concorrentes ao trono da Sicília e cresceram para envolver a Coroa de Aragão, o Reino Angevino de Nápoles, o Reino da França e o papado.
Inicialmente travada entre rebeldes sicilianos e Carlos de Anjou na Sicília e no sul da Itália, a guerra se expandiu quando Aragão invadiu a Sicília para apoiar os rebeldes e reivindicar o trono. Após os sucessos aragoneses, a guerra transformou-se na simultânea Cruzada Aragonesa , quando o Reino da França interveio contra Aragão na Península Ibérica. A cruzada terminou em derrota, mas os esforços para acabar com a guerra falharam, apesar de vários tratados de paz. Aragão vendeu a coroa da Sicília ao papado em 1295, mas as tentativas aragonesas, papais e francesas de derrotar os sicilianos não tiveram sucesso; a guerra terminou em 1302 na Paz de Caltabellotta, pela qual a Sicília se tornou um reino independente governado pela Casa de Barcelona.
A guerra resultou na divisão do antigo Reino da Sicília; a ilha da Sicília passou a ser governada como o Reino da Sicília, enquanto os territórios continentais do antigo reino tornaram-se o Reino de Nápoles. A guerra levou a uma era de expansão aragonesa no Mediterrâneo Ocidental, à medida que o reino ganhava a suserania sobre o Reino de Maiorca e da Sardenha. Superando quatro reis e quatro papas, a guerra de vinte anos mostrou o declínio do poder papal no sul da Europa e a ascensão de reis cada vez mais poderosos no final do século XIII.